# Sahlgrenska akademin

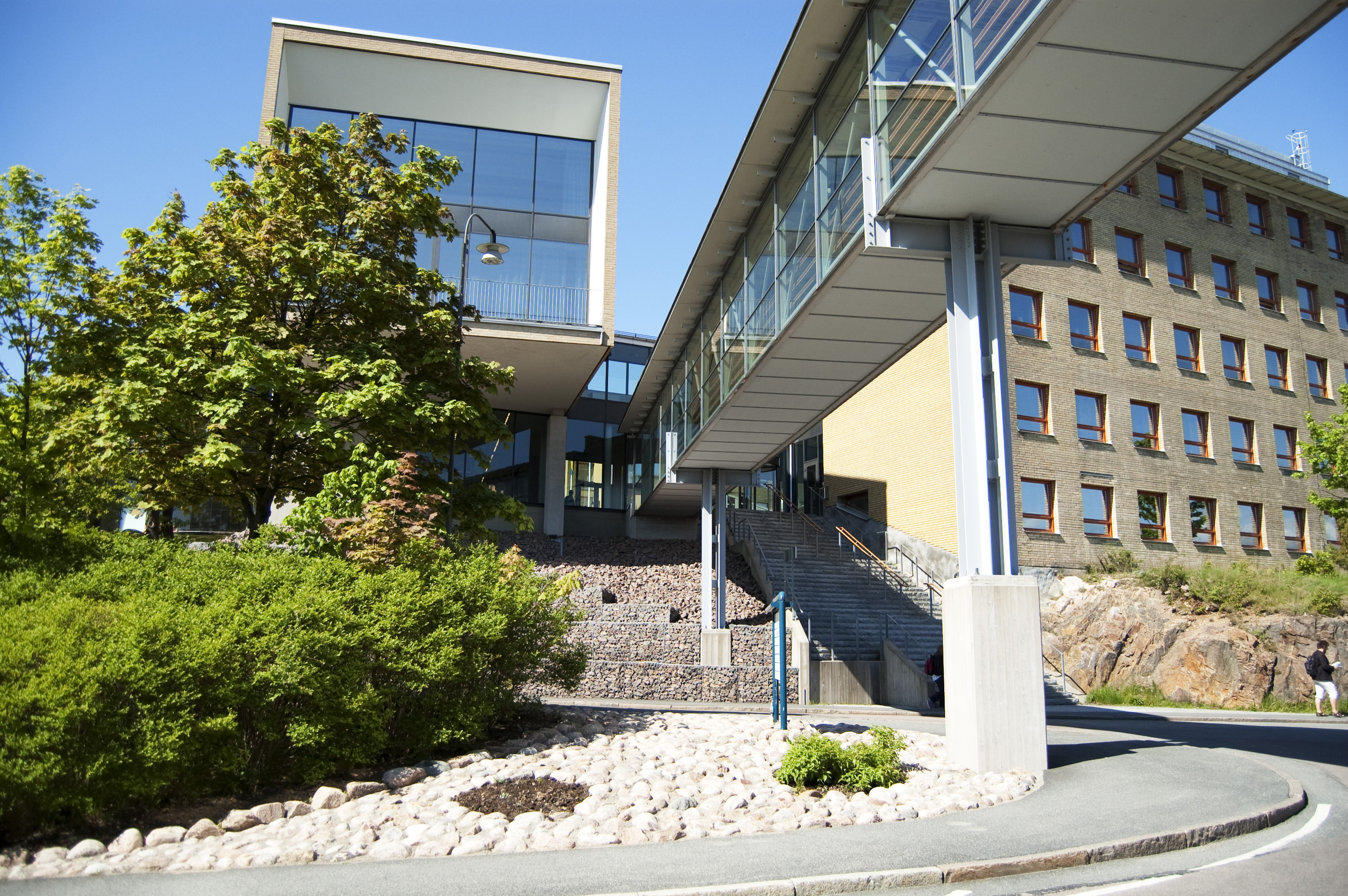
Sahlgrenska akademin

Sahlgrenska akademin är Göteborgs universitets fakultet för utbildning och forskning inom medicin, odontologi och vårdvetenskap. 

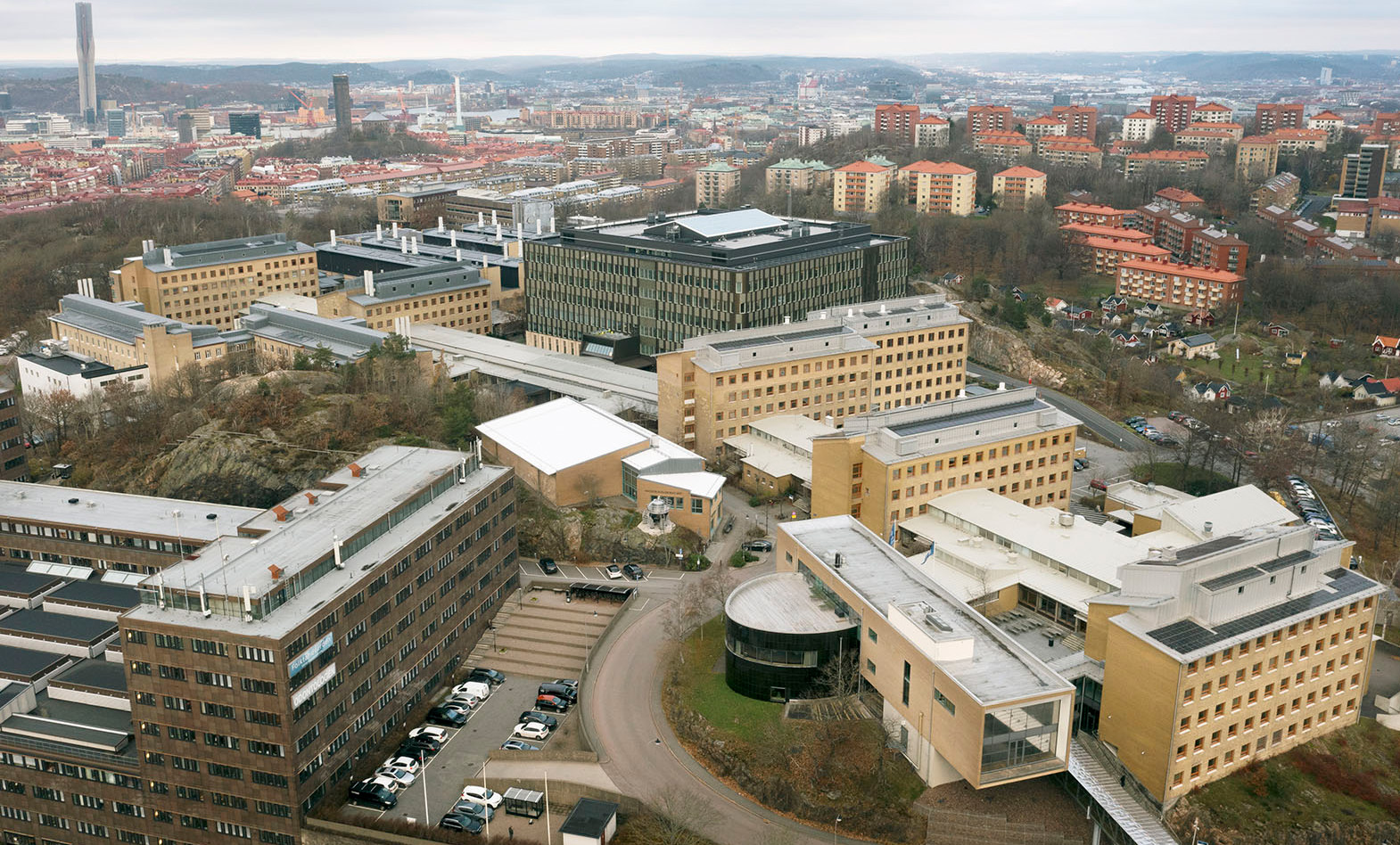
Flygbild Campus Medicinareberget.

Utbildning och forskning inom fakultetens ämnesområden sker i nära samarbete med Västra Götalandsregionen, särskilt Sahlgrenska Universitetssjukhuset och Folktandvården Västra Götaland.
Akademin har cirka 5 900 helårsstudenter, 1 100 forskarstuderande och 1 780 anställda, av dessa är 825 forskare och lärare. Omsättningen 2023 var 3 miljarder SEK.

## Utbildningsprogram
Inom Sahlgrenska akademin finns många utbildningar inom hälsa, sjukvård och tandvård: apotekare, receptarie, arbetsterapeut, audionom, biomedicinsk analytiker, dietist, folkhälsovetare, fysioterapeut, logoped, läkare, sjuksköterska, barnmorska, specialistsjuksköterska, röntgensjuksköterska, sjukhusfysiker, tandläkare, tandhygienist och tandtekniker.

## Historia
Sahlgrenska akademin bildades den 1 juli 2001 genom en sammanslagning av de tre fakulteterna för medicin, odontologi och vårdvetenskap.

## Organisation
Sahlgrenska akademin leds av en fakultetsnämnd kallad akademistyrelse. Ordförande är Jenny Nyström, som även är dekanus för fakulteten. Vid sidan av akademistyrelsen finns tre råd, utbildningsrådet, rådet för utbildning på forskarnivå samt rådet för forskningsfrågor. De tre råden verkar som rådgivande organ åt dekanus.
Vid Sahlgrenska akademin finns fakultetskansliet och sex institutioner, nämligen biomedicin, kliniska vetenskaper, medicin, neurovetenskap och fysiologi, odontologi samt vårdvetenskap och hälsa.